# 兵藤真子
兵藤真子（日语：兵藤 まこ，1962年9月7日—），日本女性配音員、演員、歌手。出身於東京都。身高151cm。A型血。

## 簡介
本名兵藤 真（ひょうどう まこ）。現在是81 Produce所屬，以前經歷研音、HPC。堀越學園畢業。現職洗足學園音樂大學講師。
為人熟悉的代表配音作品是長壽動畫系列《神奇寶貝》主角小剛的母親〈小米〉。除了長壽動畫外，有《機動戰士V鋼彈》的米菈·米格、《Macross Plus》的莎朗·埃普、《鐵腕女警》的克莉絲提·雷碧、《爆走兄弟Let's & Go!! WGP》的朱莉安娜·維克多、《翼神世音》的海蓮娜·巴貝姆、《絢爛舞踏祭》的克拉拉·德·席蘭、《怪醫黑傑克》主角黑傑克的母親&間美緒、《鋼鐵神吉克》的珠城美和《荒川爆笑團》小白的妻子。海外動畫《X戰警》的驚奇女士和《米菲兔與朋友》的旁白等。

### 生平、人物
兵藤真子的老家是一間位於世田谷區的餐廳「廚房Makabe」，由她的父親和哥哥夫婦經營。13歳時，以模特兒的身份在商業雜誌出道。然後擔任過大型化妝品公司資生堂的專屬模特兒，在獅王、可口可樂、EMERON等大型廠商的電視廣告中參加演出。另外還有參加TBS電視台早晨情報節目《8點的天空》。然後以偶像歌手身分出道。
之後在電視廣告得到錄音演出的經驗，因為其聲音受到了吸引，之後在《天使之卵》中以配音員的身份出道，此後主要活躍於配音演出。並擔任文化學院講師。
興趣、特長：騎馬、唱歌、陶藝、料理、園地栽培。

## 演出

### 電視動畫
1986年
- 福星小子（面堂家的母親）

1990年
- 快樂的嚕嚕米一家（ファンドル）

1991年
- 在漲潮的時間的彼岸（日语：楽園 (鈴木光司の小説)）（[11]）

1992年
- 亂馬½ 熱鬥篇（武藏小金）

1993年
- 機動戰士V鋼彈（米菈·米格[12]）
- 美少女戰士R（アマーンジュ）

1994年
- 超變身俏妞（日语：超くせになりそう）

1995年
- 愛天使傳說（阿法拉狄）
- 小紅豆（杉田刑事的太太、美千代）
- 愛莉絲偵探局（金婆婆）

1996年
- 秀逗魔導士NEXT（瑪珍達）

1997年
- CLAMP學園偵探團（老婦人）
- 爆走兄弟Let's & Go!! WGP（朱莉安娜·維克多）
- 神奇寶貝（1997～2001，小綠、Maman〈小次郎的母親〉、幸福蛋、安娜、愛兒）
- MAZE☆爆熱時空（女創主）

1998年
- 幸運女神 小不隆咚便利多多（ヤカンちゃん）
- 超級娃娃戰士★莉卡（修女千明、高林五輪子）
- 星方遊俠（日语：星方武侠アウトロースター）
- 青澀之戀（唱片公司女性）
- 麵包超人（黃精靈）
- 虹之戰記伊莉絲（日语：虹の戦記イリス）

2000年
- 向陽之樹（十三奴）
- 法布爾先生是名偵探（日语：ファーブル先生は名探偵）（蜘蛛男爵的母親）

2001年
- X（夏澄火煉的母親）
- The Soul Taker ～魂狩～（日语：The Soul Taker 〜魂狩〜）（時逆椿·時逆椿〈偽者〉）
- 最喜歡！布布恰恰（辛蒂）

2002年
- 盜賊王JING（伯爵夫人[13]）
- 神奇寶貝 Side Story（小剛的母親〈小米〉）
- 翼神世音（海蓮娜·巴貝姆）

2003年
- 原子小金剛 (2003年版)（洛克的母親）

2004年
- 怪傑佐羅利（辛西亞）
- 絢爛舞踏祭（克拉拉·德·席蘭）
- MADLAX（姬塔·瑪莉斯恩）

2005年
- 索斯機械獸V（菲爾米）
- 創聖的亞庫艾里翁（音樂翅·音翅）

2006年
- 怪醫黑傑克21（間美緒[14]）
- 神奇寶貝超世代（小剛的母親〈小米〉）

2007年
- 鋼鐵神吉克（珠城美和）

2008年
- 骷髏13（艾荻絲）
- 鐵腕女警 DECODE（2008～2009，克莉絲提·雷碧）2系列
- MAJOR 4th season（喬·吉普森的妻子）

2009年
- 神奇寶貝鑽石&珍珠（Maman〈小次郎的母親〉、小米）1系列 + 特別篇

2010年
- 荒川爆笑團 The Bridge×Bridge（小白的妻子）

2013年
- 當不成勇者的我，只好認真找工作了。（老婦人）

2014年
- 目隱都市的演繹者（楯山彩花）

2015年
- 神奇寶貝XY（Maman〈小次郎的母親〉）

2022年
- 更多！怪俠索羅利（辛西亞）

### 電影動畫
- MAZE☆爆熱時空：天變威脅的大巨人（1998年，女創主）
- 超級娃娃戰士★莉卡：麗佳絕體絕命！奇蹟的娃娃騎士（1999年，達納）
- 翼神世音：多元變奏曲（2002年，海蓮娜·巴貝姆）
- 太空朋克貓（日语：TAMALA2010 a punk cat in space）（2002年）
- 怪醫黑傑克：兩位神秘醫師（2005年，黑傑克的母親）
- 空中殺手 The Sky Crawlers（2008年，久須美）

### OVA
1985年
- 天使之卵（少女）

1987年
- 曙光Q 交錯的時空 REFLECTION（日语：トワイライトQ#時の結び目 REFLECTION）（真弓）
- 曙光Q 迷宮物件 FILE538（日语：トワイライトQ#迷宮物件 FILE538）（少女）

1988年
- 機動警察（後藤真穗子）

1991年
- 究極超人R（日语：究極超人あ〜る）（天野小夜子）

1992年
- 創世機士凱亞斯（日语：創世機士ガイアース）（咲夜）

1993年
- Fantasia（日语：ふぁんたじあ）（田中美幸）

1994年
- Macross Plus（莎朗·埃普（日语：シャロン・アップル））

1995年
- 美少女遊擊隊Battle Skipper（日语：美少女遊撃隊バトルスキッパー）（北大路紗綾花的母親）

1996年
- 小鐵的大冒險（日语：小鉄の大冒険）（篝）
- 鐵腕女警（克莉絲提·雷碧）
- BURN-UP W（美女）
- MAZE☆爆熱時空（女創主）

1997年
- 櫻花通信（四葉美咲子）
- 叢林跟我走！（日语：ジャングルDEいこう!）（六道葉琉香）
- 出雲傳奇（日语：八雲立つ）（七地健生的母親）

1999年
- 菜菜子解體診書（傑米）

2007年
- 最遊記RELOAD -burial-（三佛神A）
- 創星的大天使（日语：創星のアクエリオン）（音翅）

### 遊戲
1993年
- 電腦天使（日语：電脳天使）[注 1]
- 初戀物語（2）[注 1]

1995年
- 對戰偶像麻將終極浪漫2（日语：対戦アイドル麻雀ファイナルロマンス2）（中條瞳／流川冴耶）

1997年
- FADE TO BLACK（電腦廣播）
- 迷你四驅 爆走兄弟Let's & Go!! WGP HYPER HEAT（朱莉安娜·維克多）

1998年
- 金田一少年之事件簿 ～星見島 悲哀的復仇鬼～（岡田淳子）
- 櫻花通信（四葉咲子）
- 爆走兄弟Let's & Go!! 永恆之翼（朱莉安娜·維克多）

2004年
- 重生傳奇（菲尼亞）

2007年
- SD鋼彈 G世代 SPIRITS（米菈·米格）

2008年
- 超級機器人大戰Z（音翅）

2013年
- 超時空要塞30 連繫銀河的歌聲（日语：マクロス30 銀河を繋ぐ歌声）（莎朗·埃普（日语：シャロン・アップル）[15]）

### 廣播劇CD
- 快傑蒸汽偵探團 File1（鳴瀧的母親）
- 閃靈二人組 奪回永遠的羈絆！篇（女郎蜘蛛〈網美隸〉）
- 創龍傳（西王母）
- 81 Produce原創廣播劇CD Prologue End ～～（蓋亞）
- 出雲傳奇 音盤物語（日语：八雲立つ#ドラマCD）（七地健生的母親）
- 代號是Charmer（「Fairy Land Baloon」歌唱）

### 外語配音
※作品依英文名稱及英文原名排序。

#### 電視影集
- 歡樂滿屋（凱倫·泰納）
- 重返家鄉（英语：Providence (TV series)）（帕緹）

#### 動畫
1994年
- X戰警 (1994年東京電視台版)（驚奇女士）

2003年
- 米菲兔與朋友（旁白）

### 電視劇
- 向太陽怒吼！（日语：太陽にほえろ!） 第639話「明明是春天…」（1985年）－杉田里美

### 真人電影
- 紅色眼鏡/The Red Spectacles（日语：紅い眼鏡/The Red Spectacles）（紅衣少女）
- Talking Head（日语：トーキング・ヘッド）（客人）
- 立食師列傳（日语：立喰師列伝）（狐狸可樂餅的阿銀）
- 立食師列傳 狐狸可樂餅的阿銀 -巴勒斯坦死鬥篇-（日语：立喰師列伝#女立喰師列伝）（狐狸可樂餅的阿銀）

### 特攝影集
2000年
- 冒險！機械喇叭號（日语：ぼうけん!メカラッパ号）（頂星少女的聲音）

2001年
- 假面騎士鄂鬥（／的聲音）

2002年
- 假面騎士龍騎特別篇 13RIDERS（的聲音）

### 布偶劇
- 兒童布偶劇場（日语：こどもにんぎょう劇場）
- HOTCH POTCH STATION（日语：ハッチポッチステーション）（戴亞·格拉姆／鑽石小姐〈第2代〉）

### 電視節目
- 北野武的馬駒大學數學系（日语：たけしのコマネチ大学数学科）（馬駒大學數學研究會單元的歌留多朗讀，於2010年1月7日播出集數擔任）
- 8點的天空（日语：8時の空）
- 那些我們聽過的歌曲（日语：あの歌がきこえる）（聲音演出）

### 其它
- 小說 立食師列傳（日语：立喰師列伝） 模特兒（狐狸可樂餅的阿銀）

## 音樂作品

### 單曲
| 單曲名稱（日文名稱） | 發行日期      | c/w |
| -------------------- | ------------- | --- |
|                      | 1980年9月21日 |     |
| 單戀扭曲（片想いツイスト）         | 1981年6月     |     |
| 風中少女（風の中の少女）         | 1981年        |     |

## 腳註

## 外部連結
- 81 Produce公式官網的聲優簡介 （页面存档备份，存于） （日語）